# پائولو بنه‌تاتسو
پائولو بنه‌تاتسو (ایتالیایی: Paolo Benetazzo؛ زادهٔ ۱۶ ژوئیهٔ ۱۹۷۶) کارگردان فیلم، بازیگر، فیلم‌نامه‌نویس، تدوین‌گر و تهیه‌کننده فیلم اهل ایتالیا است.
از فیلم‌هایی که وی در آن‌ها نقش داشته است، می‌توان به مطالعه اشاره نمود.